# Hubert Davis
Hubert Ira Davis jr. (Winston-Salem, 17 maggio 1970) è un ex cestista e allenatore di pallacanestro statunitense, professionista nella NBA.
È il nipote di Walter Davis.

## Carriera
È stato selezionato dai New York Knicks al primo giro del Draft NBA 1992 (20ª scelta assoluta).
Con gli Stati Uniti ha disputato le Universiadi di Sheffield 1991.

## Statistiche

### College
| Anno      | Squadra             | PG  | PT | MP   | TC%  | 3P%  | TL%  | RP  | AP  | PRP | SP  | PP   |
| --------- | ------------------- | --- | -- | ---- | ---- | ---- | ---- | --- | --- | --- | --- | ---- |
| 1988-1989 | N. Carol. Tar Heels | 35  | 0  | 7,1  | 51,2 | 30,8 | 77,4 | 0,8 | 0,3 | 0,1 | 0,0 | 3,3  |
| 1989-1990 | N. Carol. Tar Heels | 34  | 6  | 21,3 | 44,6 | 39,6 | 79,7 | 1,8 | 1,5 | 1,0 | 0,2 | 9,6  |
| 1990-1991 | N. Carol. Tar Heels | 35  | 20 | 24,3 | 52,1 | 48,9 | 83,5 | 2,4 | 1,9 | 0,9 | 0,3 | 13,3 |
| 1991-1992 | N. Carol. Tar Heels | 33  | 30 | 33,2 | 50,8 | 42,9 | 82,8 | 2,3 | 1,6 | 1,3 | 0,2 | 21,4 |
| Carriera  | Carriera            | 137 | 56 | 21,3 | 49,8 | 43,5 | 81,9 | 1,8 | 1,3 | 0,8 | 0,2 | 11,8 |

### NBA

#### Regular Season
| Anno      | Squadra          | PG  | PT  | MP   | TC%  | 3P%  | TL%  | RP  | AP  | PRP | SP  | PP   |
| --------- | ---------------- | --- | --- | ---- | ---- | ---- | ---- | --- | --- | --- | --- | ---- |
| 1992-1993 | N.Y. Knicks      | 50  | 2   | 16,3 | 43,8 | 31,6 | 79,6 | 1,1 | 1,7 | 0,4 | 0,1 | 5,4  |
| 1993-1994 | N.Y. Knicks      | 56  | 27  | 23,8 | 47,1 | 40,2 | 82,5 | 1,2 | 2,9 | 0,7 | 0,1 | 11,0 |
| 1994-1995 | N.Y. Knicks      | 82  | 4   | 20,7 | 48,0 | 45,5 | 80,8 | 1,3 | 1,8 | 0,4 | 0,1 | 10,0 |
| 1995-1996 | N.Y. Knicks      | 74  | 14  | 24,0 | 48,6 | 47,6 | 86,8 | 1,7 | 1,4 | 0,4 | 0,1 | 10,7 |
| 1996-1997 | Toronto Raptors  | 36  | 0   | 17,3 | 40,2 | 22,9 | 73,9 | 1,1 | 0,9 | 0,3 | 0,1 | 5,0  |
| 1997-1998 | Dallas Mavericks | 81  | 30  | 29,4 | 45,6 | 43,9 | 83,6 | 2,1 | 1,9 | 0,5 | 0,1 | 11,1 |
| 1998-1999 | Dallas Mavericks | 50  | 21  | 27,6 | 43,8 | 45,1 | 88,0 | 1,7 | 1,8 | 0,4 | 0,1 | 9,1  |
| 1999-2000 | Dallas Mavericks | 79  | 15  | 23,0 | 46,8 | 49,1 | 87,0 | 1,7 | 1,8 | 0,3 | 0,0 | 7,4  |
| 2000-2001 | Dallas Mavericks | 51  | 7   | 24,7 | 44,3 | 43,6 | 85,4 | 2,1 | 1,2 | 0,6 | 0,0 | 7,3  |
| 2000-2001 | Wash. Wizards    | 15  | 11  | 28,7 | 47,9 | 52,6 | 90,5 | 2,0 | 3,3 | 0,4 | 0,0 | 10,2 |
| 2001-2002 | Wash. Wizards    | 51  | 17  | 24,1 | 44,8 | 45,2 | 76,2 | 1,5 | 2,1 | 0,5 | 0,1 | 7,2  |
| 2002-2003 | Detroit Pistons  | 43  | 1   | 7,6  | 39,2 | 33,3 | 83,3 | 0,8 | 0,7 | 0,1 | 0,0 | 1,8  |
| 2003-2004 | Detroit Pistons  | 3   | 0   | 7,7  | 0,0  | 0,0  | -    | 0,0 | 0,3 | 0,0 | 0,0 | 0,0  |
| 2003-2004 | N.J. Nets        | 14  | 0   | 3,9  | 11,1 | -    | 100  | 0,6 | 0,2 | 0,1 | 0,0 | 0,3  |
| Carriera  | Carriera         | 685 | 149 | 22,1 | 45,8 | 44,1 | 83,7 | 1,5 | 1,7 | 0,4 | 0,1 | 8,2  |

#### Playoffs
| Anno     | Squadra     | PG | PT | MP   | TC%  | 3P%  | TL%  | RP  | AP  | PRP | SP  | PP  |
| -------- | ----------- | -- | -- | ---- | ---- | ---- | ---- | --- | --- | --- | --- | --- |
| 1993     | N.Y. Knicks | 7  | 0  | 13,7 | 56,0 | 50,0 | 66,7 | 0,9 | 0,7 | 0,9 | 0,0 | 4,4 |
| 1994     | N.Y. Knicks | 23 | 7  | 17,2 | 36,4 | 28,6 | 71,9 | 0,9 | 1,1 | 0,2 | 0,1 | 5,3 |
| 1995     | N.Y. Knicks | 11 | 0  | 16,7 | 35,4 | 37,0 | 100  | 0,6 | 0,8 | 0,1 | 0,5 | 4,2 |
| 1996     | N.Y. Knicks | 8  | 0  | 18,1 | 54,8 | 52,6 | 81,8 | 1,5 | 0,5 | 0,0 | 0,0 | 6,6 |
| Carriera | Carriera    | 49 | 7  | 16,8 | 40,9 | 37,3 | 75,0 | 0,9 | 0,9 | 0,2 | 0,2 | 5,1 |

## Palmarès
- Campionato NBA: 2004
- Miglior tiratore da tre punti NBA (2000)